# Marie Kraja
Marie Kraja z d. Paluca (ur. 24 września 1911 w Zarze, zm. 21 listopada 1999 w Tiranie) – śpiewaczka albańska.

## Życiorys
Była jednym z siedmiorga dzieci kosowskiego kupca Antona Palucy – nauczyciela matematyki i albańskiego działacza narodowego. Rodzina Paluca w 1912 r. przeniosła się z Chorwacji, najpierw do Skopja, a następnie do Austrii. W 1928 ukończyła szkołę średnią w Wiedniu. Jej talent wokalny został odkryty już w czasie nauki w szkole, w tym okresie uczęszczała na prywatne lekcje śpiewu. W roku 1930 zaczęła studia na wydziale wokalnym Konserwatorium w Grazu, które ukończyła obroną pracy doktorskiej w 1934 r. W tym czasie po raz pierwszy wystąpiła na publicznym koncercie dla młodych talentów wokalnych, śpiewając ludowe piosenki albańskie. Po zakończeniu studiów wraz z rodziną przeniosła się do Albanii, gdzie wystąpiła wraz z pianistą Toninem Guraziu na koncertach w kilku miastach albańskich. Stałe utrzymanie zapewniała jej praca w Instytucie dla Dziewcząt w Tiranie, początkowo jako nauczycielka gimnastyki, a po pewnym czasie także jako prowadząca zajęcia muzyczne.
Od roku 1938 coraz częściej występowała na koncertach publicznych, śpiewając pieśni albańskie. Znaczną część utworów, w których wokalistce akompaniowała Lola Gjoka udało się nagrać na płyty. Podjęła także w tym czasie współpracę z Radiem Tirana. Nie przerwała występów w czasie okupacji włoskiej, biorąc udział w festiwalu wokalnym w Wenecji w 1939, a także w koncercie pieśni albańskich w 1942 r. w Tiranie.
Jej karierę wokalną przerwała ciężka choroba, z którą walczyła do 1946 r. W tym roku ponownie podjęła pracę w Radiu Tirana, a także uczyła w liceum artystycznym Jordan Misja w Tiranie. Wielkim sukcesem śpiewaczki było tournée w 1955 r. W ciągu 5 miesięcy wystąpiła na 64 koncertach, głównie dla publiczności krajów azjatyckich (Wietnam, Korea Północna, Mongolia). Od 1953 r. występowała w Filharmonii Państwowej w Tiranie, a następnie w Teatrze Opery i Baletu. Wśród jej najsłynniejszych kreacji warto wymienić występ w Sprzedanej narzeczonej Bedřicha Smetany i operze Jolanta Piotra Czajkowskiego. Grała także główne role w operach autorów albańskich Mrika Prenka Jakovy i Agimi Kristo Kono.
Od 1961 kierowała wydziałem wokalnym w powstałym w Tiranie Konserwatorium Państwowym.
W tym samym roku została wyróżniona przez władze albańskie tytułem Artysty Ludu (alb. Artist i Popullit), a także Orderem Naima Frasheriego I kl. Jej imieniem nazwano międzynarodowy festiwal dla śpiewaków operowych, odbywający się w Tiranie, a także jedną z ulic w północnej części Tirany.